# Карл Саксонски (1752 – 1781)
Карл Максимилиан Саксонски (на немски: Karl Maximilian Maria Anton Johann Nepomuk Aloys Franz Xaver Januar von Sachsen, * 24 септември 1752 в Дрезден, † 8 септември 1781 в Дрезден) от линията Албертини на род Ветини е принц от Саксония, курсаксонски офицер и командир на полк.
Той е третият син на саксонския курфюрст Фридрих Христиан (1722 – 1763) и съпругата му Мария Антония Баварска (1724 – 1780), дъщеря на император Карл VII. По-големият му брат Фридрих Август III/I е курфюрст и от 1806 г. първият крал на крал на Саксония.
Въпреки че има болни крака, той става офицер. През 1755 г. на три години той е формално командир на полк от пехотата през Тридесетгодишна война.